# Synergizm (chemia)
Synergizm (z gr. συνεργός synergos, współpracujący, od syn-, współ-, i ergon, praca) – zjawisko wzajemnego wzmocnienia działania kilku substancji, gdy występują one razem w danym środowisku.
Synergetyczne układy ekstrakcyjne stosowane są w praktyce do rozdziału różnych mieszanin i/lub selektywnego wydzielania ich składników.